# Aligot d'espatlles vermelles
L'aligot d'espatlles vermelles (Buteo lineatus) és una espècie d'ocell de la família dels accipítrids (Accipitridae). Habita boscos poc densos i pantans d'Amèrica del Nord, des del sud d'Ontario i de Quebec, cap al sud, a través de l'est dels Estats Units fins a Veracruz i Tamaulipas, i des de Califòrnia fins Baixa Califòrnia. Les poblacions més septentrionals passen l'hivern al sud. El seu estat de conservació es considera de risc mínim.